# Асиля
Асиля — малая река в Ишимбайском районе Башкортостана, приток Бриша (бассейн Зигана).
Впадает в Бриш чуть ниже по течению, чем Укулю.
По берегам реки произрастают клён и липа. От р. Асили до устья р. Ергазы меридионально проходит хребет Кадералы.

## Притоки
Впадают два крупных притока и несколько безымянных.
- река Мусауй (координаты устья 53°28′28″ с. ш. 56°38′01″ в. д.HGЯO)
- река Мшаси (координаты устья 53°28′18″ с. ш. 56°38′25″ в. д.HGЯO)

## Находки
При геологической съёмке на реке Асиля отмечались находки фауны, предположительно палеозойской, в ашинской свите.